# Brazilski Indijanci
Brazilski Indijanci, prastanovništvo Brazila, ogranak indijanida ili amerikanida koji rasno pokazuju poseban tip poznat kao brazilidi ili amazonmska rasa.
Podijeljeni su po brojnim plemenima koja se služe posebnim jezicima koji čine brojne jezične porodice. Najbrojnije i najtazstupljenije među ovim porodicama su karipska, aravačka, že, tupijska i gvaranska. Kulturno se mogu podijeliti na više skupina. To su 
a. plemena Brazilskog visočja ili brazilskog platoa na istoku Brazila, geografsko je suptropsko područje na nekih 4.500.000 km² (1,930,511 sq mi). Tu danas živi glavnina brazilske populacije. Plato se dijeli na atlantski uz obalu Brazila koja su nastanjivala obalna plemena Tupija potisnuvši u unutrašnjost plemena koja su tu živjela prije njih, takozvani Tapuya Indijanci, plemena roda Že, Caingang, Botocudo. Ti Tupiji bili su veoma borbeni narod ozloglašen zbog lova na glave i ljudožderstvo. najpoznatiji među njima bijahu Tupinamba, Tupinaki ili Tupiniquin, Urubu, Caeté i drugi. Obala Brazila u vrijeme dolaska prvih Europljana bila je prekrivena atlantskom kišnom šumom. Južni plato također dijelom prekrivaju atlantske kišne šume, ali i cerrado-travnjaci (tropska savana). U vrijeme kontakta 85% Središnjeg platoa je prekrivala cerrado-vegetacija. Brazilskom platou pripadaju i planine Serra da Borborema, Chapada Diamantina, Serra do Espinhaço, Serra do Caparaó, Serra da Mantiqueira, Serra do Mar i Serra Geral.
b. Drugo kuturno područje pripada selvasima bazena Amazone. Ova plemena imaju kulturu poznatu kao kultura kišnih šuma. Naseljeni su uz rijeke a žive od lova, ribolova i uzgoja raznog bilja, među kojima je najvažnija manioka. Ova plemena pripadaju također u više jezičnih rodova, među kojima su to djelomice tupi, katukina, pano, yanomami, carib, arawak, nambikwara.
Plemena amazonskog bazena na sjeveru graniče s kulturnim područjem Gvajanskog gorja, na zapadu s Andama i na jugu s pampasima